# Ljuboml
Ljuboml (ukrainsk: Любомль}; russisk: Любомль, Polsk og tysk: Luboml, jiddisch: ליבעווונע Libevne) er en by i det historiske landskab Volhynien i det nordvestlige Ukraine. Den ligger i Kovel rajon (distrikt) i Volyn oblast (provins); tæt på grænsen til Polen. Byen har 10.295 (2022) indbyggere.

## Geografi
Ljuboml ligger 320 km sydøst for Warszawa og 470 km vest for Kiev, i en historisk region kendt som Volhynien, ikke langt fra grænsen til Hviderusland mod nord og Polen mod vest. På grund af sin strategiske beliggenhed ved krydset mellem Central- og Østeuropa har Ljuboml haft en lang historie med skiftende styreformer, der går tilbage til det 11. århundrede. Volhyniens område tilhørte først Kyivan Rus', derefter Kongedømmet Polen, Den polsk-litauiske realunion, det det russiske kejserrige, Polen i mellemkrigstiden, Sovjetunionen og endelig det suveræne Ukraine. 

## Historie
Bopladsen blev første gang nævnt i skriftlige dokumenter fra det 13. århundrede.
Indtil Russiske revolution i 1917 var det en bebyggelse i Vladimir-Volynsky Uyezd i Volhynisk guvernement i Det Russiske Kejserrige; fra 1921 til september 1939 var det et administrativt center i et bydistrikt i Wołyń-voivodskabet i Polen.
Her er der udgivet en lokal avis siden 1939.
Før den efterfølgende Holocaust var Lujboml i 1931 en by med den højeste procentdel af jøder i landet, over 94 % af den samlede befolkning på over 3.300 mennesker.

## Galleri
- Rester af borgbakken og den forhistoriske bebyggelse fra 8. og 9. århundrede
- Skilt i centrum om bebyggelse fra 8. og 9. århundrede
- Sankt Georgskirken (1264),
- Sankt Georgskirken (1264), set fra siden
- Den hellige treenighedskirke fra 1412 med klokketårn fra 1764.
- Den hellige treenighedskirke fra 1412 set fra siden
- Jomfru Marias fødselskirke (trækirke fra 1884)
- Jomfru Marias fødselskirke set fra indgangen
- Den polske greve Branickis palads (2. halvdel af det 18. århundrede)
- Den polske greve Branickis palads set fra bagsiden
- Historiske bygninger i centrum
- Gamle markedsbygninger
- Statue af Bohdan Khmelnytskiy